# Steven Molaro
Steven Steve Molaro, né le 16 février 1972 à New York, est un producteur et scénariste américain. 
Il a travaillé sur des productions telles que Freddie, The Class, Complete Savages et la série produite par Dan Schneider All That, The Amanda Show, What I Like About You, Drake & Josh, Zoey 101 et iCarly . Depuis 2007, il est producteur / scénariste de la sitcom The Big Bang Theory, . Molaro a également co-créé son spin-off prequel, Young Sheldon, avec Chuck Lorre .
Molaro a été nommé pour le Primetime Emmy Award pour la série comique exceptionnelle à deux reprises avec ses collègues scénaristes Chuck Lorre et Bill Prady, en 2011 et 2012. Il a également partagé le prix Danny Thomas du producteur exceptionnel de télévision épisodique, comédie, avec Lorre, Prady et la rédactrice en chef de The Big Bang Theory Faye Oshima Belyeu, en 2012 et 2013.
Jusqu'en avril 2011, Molaro est l'auteur du blog The Sneeze.

## Filmographie

### Producteur
- 2000-2002 : All That
- 2007-2019 : The Big Bang Theory
- 2017-2024 : Young Sheldon
- 2024 : Georgie and Mandy's First Marriage

### Scénariste
- 2000-2001 : Le Spectacle Amanda
- 2004 : Wagon de fête
- 2004-2005 : Sauvages complets
- 2004-2008 : Drake et Josh
- 2005-2006 : Freddie
- 2005-2007 : Zoey 101
- 2006–2007 : La Classe
- 2007-2008 : iCarly
- 2024 : Georgie and Mandy's First Marriage (série télévisée)

### Cocréateur
- 2017-2024 : Young Sheldon
- 2024 : Georgie and Mandy's First Marriage